# RabbitMQ
O RabbitMQ é um software de mensagens com código aberto, que implementou o protocolo "Advanced Message Queuing Protocol" (AMQP), que foi estendido com uma arquitetura de plug-in para suportar o protocolo "Streaming Text Oriented Messaging Protocol" (STOMP), o MQTT entre outros protocolos.
É escrito em Erlang (linguagem de programação) e seu código fonte é publicado sob a licença pública Mozilla. Foi lançado inicialmente pela Rabbit Technologies em 2007.